# Dharmapala

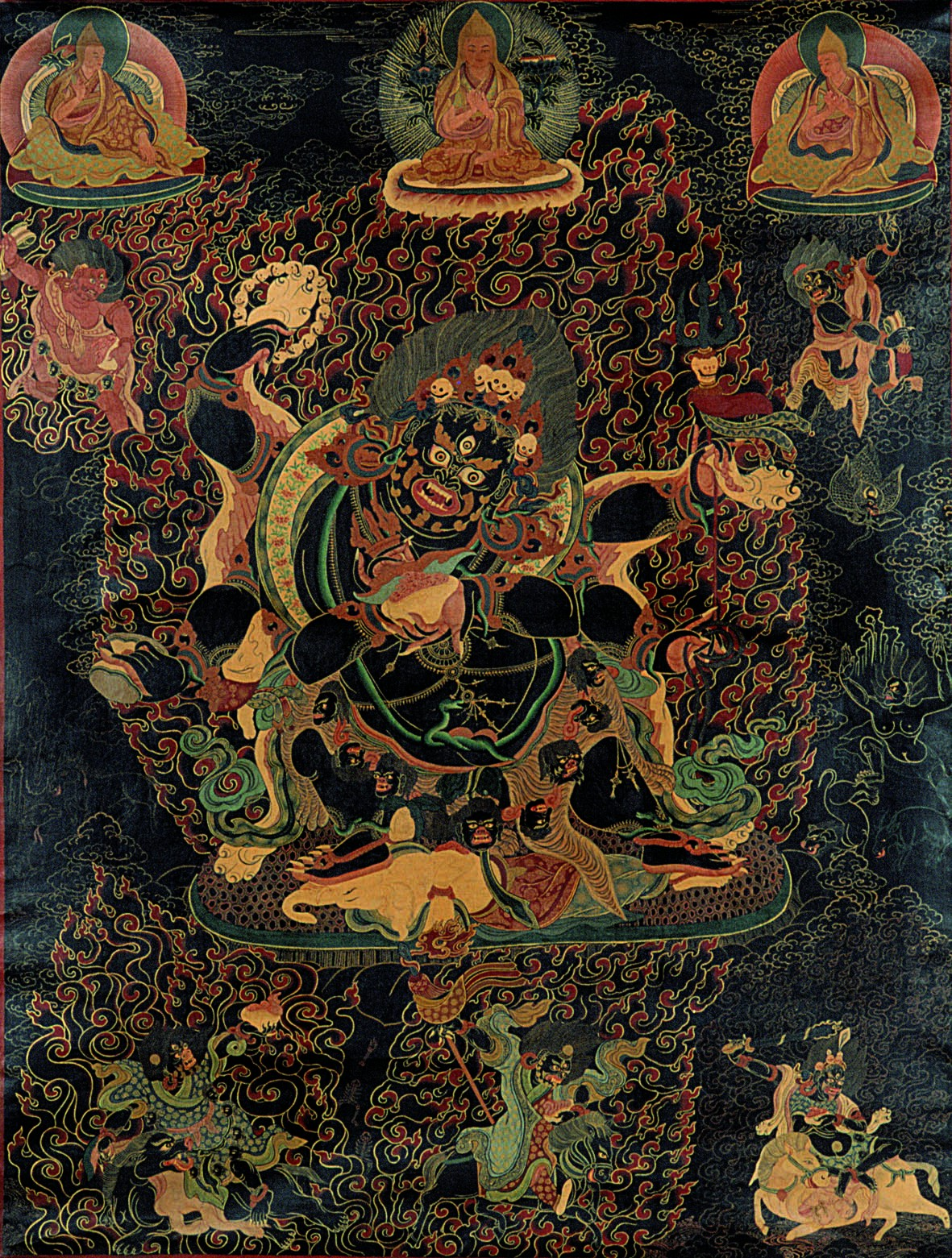
Chag Drugpa (6-armiger) Mahakala, Tibet, 17. Jh

Dharmapala (Sanskrit; tib.: chos skyong, deutsch: Dharmaschützer) ist ein im Mahayana- und Vajrayana-Buddhismus verbreiteter Begriff zur Bezeichnung von Schutzgottheiten der Lehre Buddhas.
Ein Dharma-Beschützer ist eine Ausstrahlung eines Buddhas oder Bodhisattvas oder ein anderes Geistwesen, dessen Hauptfunktion darin besteht, die inneren und äußeren Hindernisse, die Praktizierende am Erlangen spiritueller Realisationen hindern, abzuwenden und alle notwendigen Voraussetzungen für ihre Praxis zu gewährleisten.

## Arten von Schützern
Es gibt eine Vielzahl verschiedener Dharmabeschützer im Buddhismus. Unter ihnen gibt es erleuchtete Schützer, also Buddhas, die zornvolle Formen ausstrahlen um machtvoll zu schützen, wie zum Beispiel Mahakala, einer der bedeutendsten Schützer in allen Traditionen, sowie Palden Lhamo, die Gefährtin Mahakalas.
Von diesen zu unterscheiden sind die ursprünglich nicht-erleuchteten sogenannten eidgebundenen Schützer (tib.: dam can (Dam Chen)), wie z. B. Dorje Legpa oder Pekar. Diese sind meist Geister und Dämonen des Hochlandes Tibet, die sich nach der Überlieferung vor Jahrhunderten den buddhistischen Meistern entgegenstellten, um die Verbreitung des Buddhismus aufzuhalten oder sie in ihrer Praxis zu stören. Sie wurden in der Regel von machtvollen tantrischen Yogis – allen voran Padmasambhava – bezwungen und durch Eidesleistung gebunden.
Die Aufgabe eines Dharmabeschützers ist es, den Dharma zu beschützen beziehungsweise Übende in ihrer Praxis zu unterstützen. Es gibt zudem allgemeine Beschützer, die den gesamten Buddha-Dharma beschützen und auch spezifische Beschützer, die einzelne Traditionen, Klöster, Lehren und Überlieferungen schützen.
Als die acht wichtigsten Dharmapalas im tibetischen Buddhismus gelten: Mahakala, Yama, Yamantaka, Hayagriva, Kubera, Palden Lhamo, Tshangs pa und Begtse.
In der Nyingma-Schule sind Ekajati, Rahula und Dorje Legpa die drei wichtigsten Schützer, insbesondere der Dzogchen-Lehren. Sie werden zusammen als Ma Za Dor Sum bezeichnet (tib. ma gza' rdor gsum).

## Untergeordnete Rolle
Innerhalb des tibetischen Buddhismus, wie auch im Buddhismus allgemein, spielen Dharmaschützer eine untergeordnete Rolle, da der Erhalt der Lehren Buddhas von den Übungen der ethischen Disziplin, Konzentration und Weisheit der Übenden abhängt und traditionell in starkem Maße den monastischen Traditionen anvertraut war.
Es gibt in vielen Schulen Schützeranrufungen, die oft begleitend zur Praxis ausgeführt werden. Die eigentliche Schützerpraxis, also Praxis auf einzelne Schützer als Meditationsgottheit, wird traditionell nicht von Neueinsteigern praktiziert. Schützergottheitenpraxis ist in aller Regel fortgeschrittenen Praktizierenden vorbehalten.